# Rue Nicolas-Flamel
Pour les articles homonymes, voir Flamel (homonymie).
La rue Nicolas-Flamel est une voie, ancienne, du 4e arrondissement de Paris, en France.

## Situation et accès
La rue Nicolas-Flamel est une voie publique située dans le 4e arrondissement de Paris. Elle débute au 88, rue de Rivoli et se termine au 7-13, rue des Lombards.

## Origine du nom

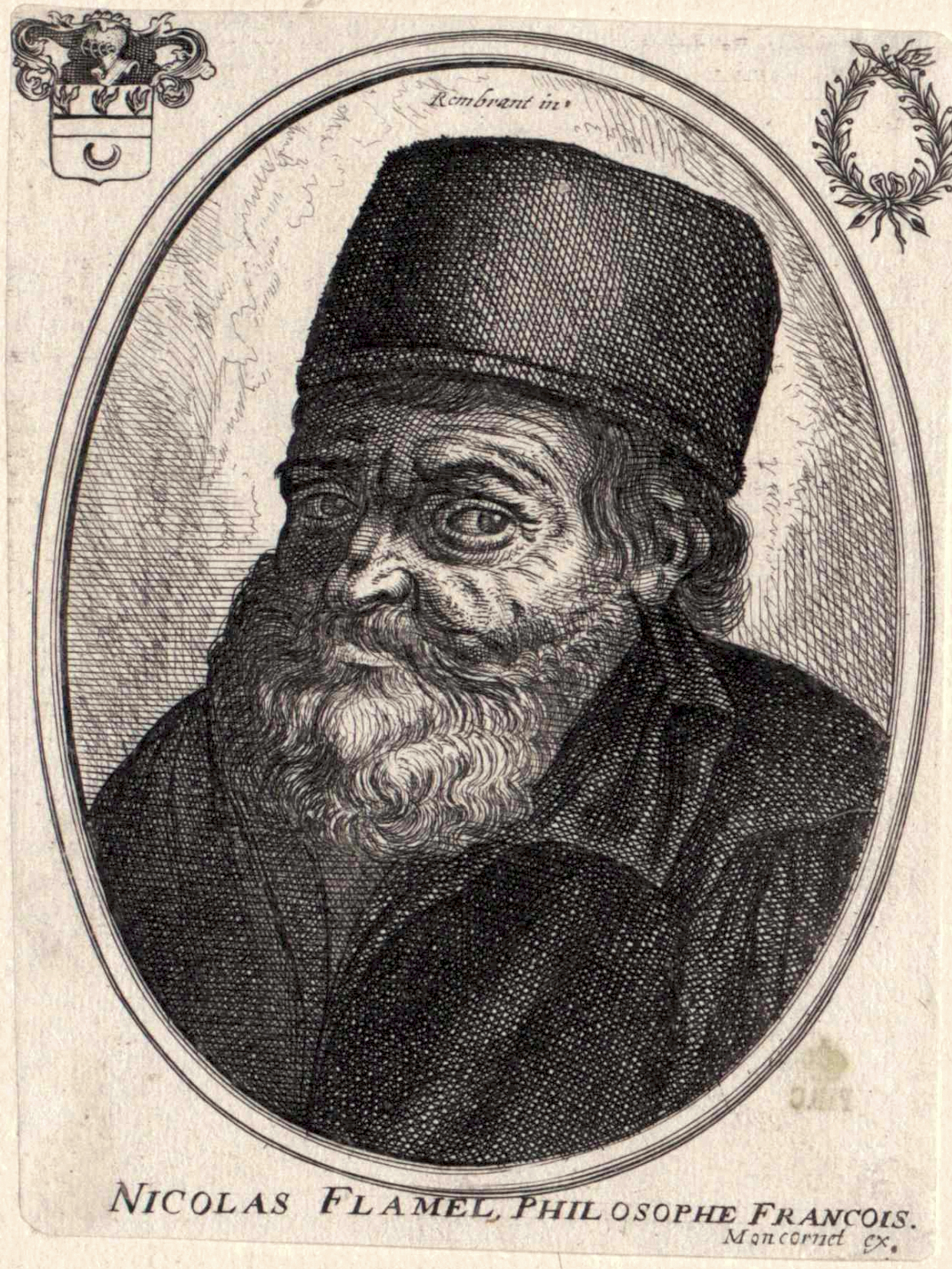
Portrait de Nicolas Flamel.

Elle porte le nom de Nicolas Flamel, bourgeois parisien du XIVe siècle, écrivain public, copiste et libraire-juré, qui demeura à l'angle de cette rue et de la rue des Écrivains.

## Historique
En 1254 et 1273, le terrain sur lequel cette rue ainsi que la petite rue Marivaux a été construite s'appelait « fief Marivas ». L'origine du nom « marivaux », « marivas », signifierait « marais ». La rue était complètement bâtie en 1280.
Elle est citée dans Le Dit des rues de Paris, de Guillot de Paris, sous le nom de « le Grant-Marivaux ».
Elle s'est également appelée « grande rue Marivaux », « rue du Grand-Marivaux » avant de prendre la dénomination de « rue Marivaux-des-Lombards » afin de la distinguer de l'autre rue Marivaux, la rue Marivaux-des-Italiens.
Elle est citée sous le nom de « rue de Marivault » dans un manuscrit de 1636.
En 1702, la rue Marivaux, qui fait partie du quartier de Saint-Jacques-de-la-Boucherie, comporte 32 maisons et 4 lanternes.
En 1817, la « rue Marivaux-des-Lombards » était située dans l'ancien 6e arrondissement, quartier des Lombards et commençait aux 14-16, rue des Écrivains et finissait aux 11-13, rue des Lombards,.
À cette époque, les numéros de la rue étaient noirs. Le dernier numéro impair était le no 33 et le dernier numéro pair était le no 26.
Une décision ministérielle du 18 vendémiaire an VI (9 octobre 1797) signée Letourneux fixe la largeur de cette voie publique à 6 mètres. Cette largeur est portée à 10 mètres, en vertu d'une ordonnance royale du 19 juillet 1840.
La rue prend sa dénomination actuelle par décision ministérielle en date du 18 février 1851.

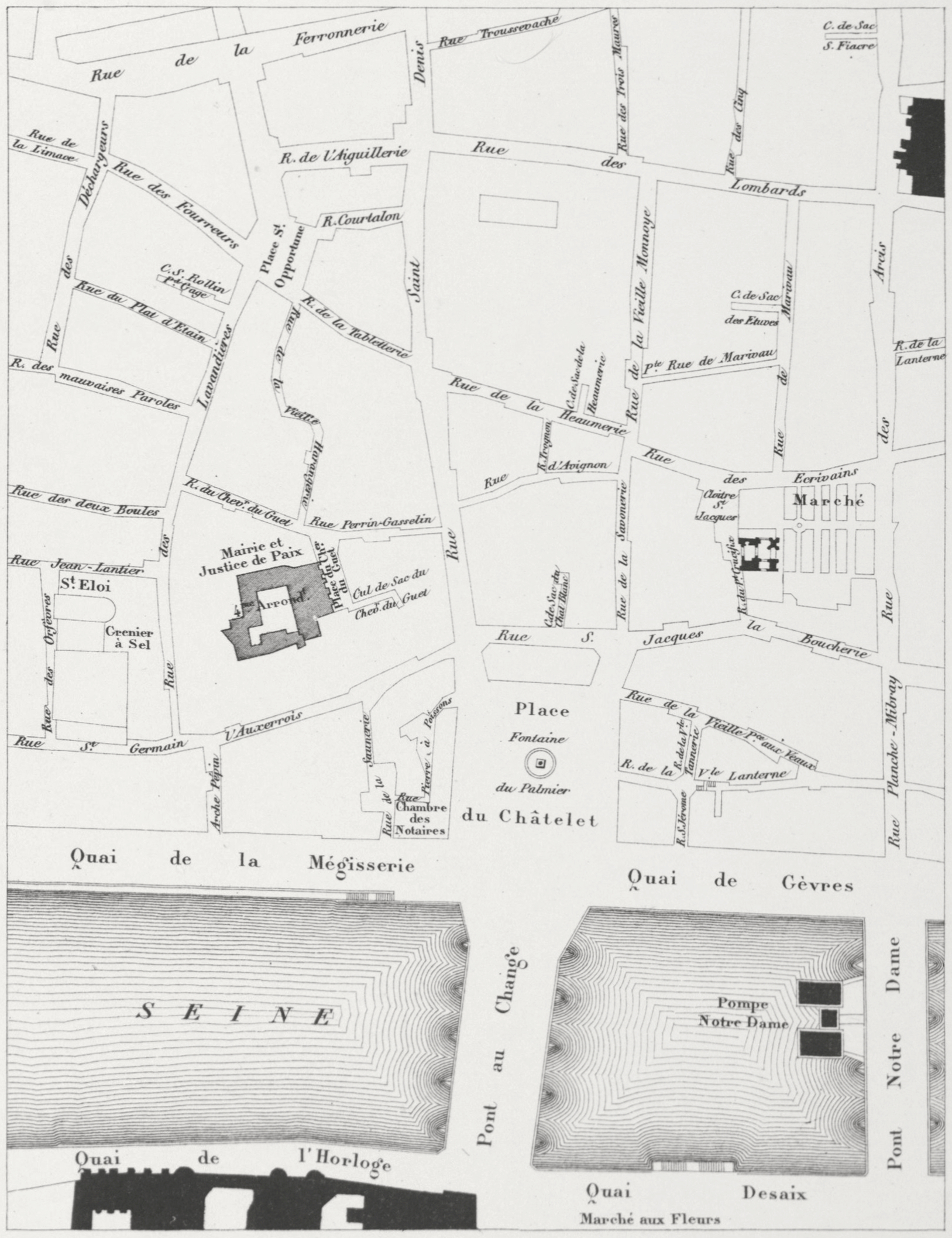
Quartier du Châtelet en 1836 avec la rue de Marivaux.

## Bâtiments remarquables et lieux de mémoire
- Nicolas Flamel habita à l'angle de cette rue et de la rue des Écrivains.